# Сражение при Шампобере
Сражение при Шампобере (фр. Bataille de Champaubert) — разгром Наполеоном 10 февраля 1814 года русского корпуса под командованием З. Д. Олсуфьева в первый день так называемой Шестидневной войны Наполеона на территории Франции.
Наполеон воспользовался разбросанным положением корпусов Силезской армии прусского фельдмаршала Блюхера при их движении на Париж и атаковал всей армией под местечком Шампобер (фр. Champaubert, ок. 100 км к востоку от Парижа) 9-й пех. корпус Олсуфьева из армии Блюхера. Русский корпус понёс тяжелые потери, а генерал-лейтенант Олсуфьев попал в плен.

## Предыстория
К 26 января 1814 года австро-русско-немецкие корпуса союзников, вторгшиеся во Францию с целью свержения Наполеона, собрались на пространстве между правыми притоками Сены Марной и Обом, примерно в 200 км к востоку от Парижа.
29 января 1814 Наполеон атаковал армию Блюхера, слабейшую из 2 союзных, под Бриенном и заставил её отступить на несколько километров к югу на более выгодную позицию на высотах Транна, где Блюхер соединился с Богемской армией Шварценберга. Потери в сражении под Бриенном с обеих сторон составили по 3 тысячи человек.
Соотношение сил после соединения союзных войск склонилось на сторону 6-й коалиции, и русский император Александр I настоял атаковать Наполеона. Войска под командованием Блюхера выбили 1 февраля Наполеона с позиции под Ла-Ротьером, причем противники потеряли по 6 тысяч солдат. Наполеон отступил в Труа за реки Об и Сену, на берегах которых были оставлены сильные арьергарды, чтоб скрыть и обезопасить это движение.
Развивая успех, союзники решили двинуться на Париж. Главная армия под командованием австрийского фельдмаршала Шварценберга должна была наступать вдоль долины Сены, имея перед собой главные силы Наполеона. Силезская армия Блюхера двинулась на Париж через долину реки Марны (впадает в Сену возле Парижа), имея перед собой слабые корпуса французских маршалов Макдональда и Мармона.
Из-за медлительности Шварценберга, причина которой были не военная, но желание австрийского кабинета сохранить баланс сил в Европе, разбитая французская армия спокойно восстанавливала силы до 6 февраля, пополняясь подкреплениями, а затем переместилась в Ножан, оставив 40-тысячный заслон под командованием маршалов Виктора и Удино против Шварценберга. Главная армия Шварценберга совершала всё это время не вполне понятные манёвры, в результате которых она продвигалась крайне медленными темпами.
В то же время Блюхер, напротив, развил энергичное преследование слабого корпуса Макдональда с целью отрезать его от Наполеона. В ходе наступления армия Блюхера отогнала Макдональда, но оказалась разбросанной корпусами на большом расстоянии, причем из-за отсутствия кавалерии Блюхер не располагал сведениями о перемещениях французской армии. Между топтавшейся на месте возле Труа Главной армией союзников и Блюхером образовался разрыв, не позволяющий Блюхеру вовремя получать подкрепления и помощь от Шварценберга.
Наполеон решил атаковать во фланг слабейшую армию союзников — армию Блюхера, разбросанную вдоль Марны и к тому же подошедшую ближе 100 км к Парижу. Присоединив утром 10 февраля корпус Мармона и в марше форсировав Сен-Гондские болота, он вышел к местечку Шампобер, внезапно оказавшись на внутренних сообщениях армии Блюхера. Так началась серия побед Наполеона над Силезской армий Блюхера, получившая среди историков название 6-дневная война.

## Силы противников и диспозиция

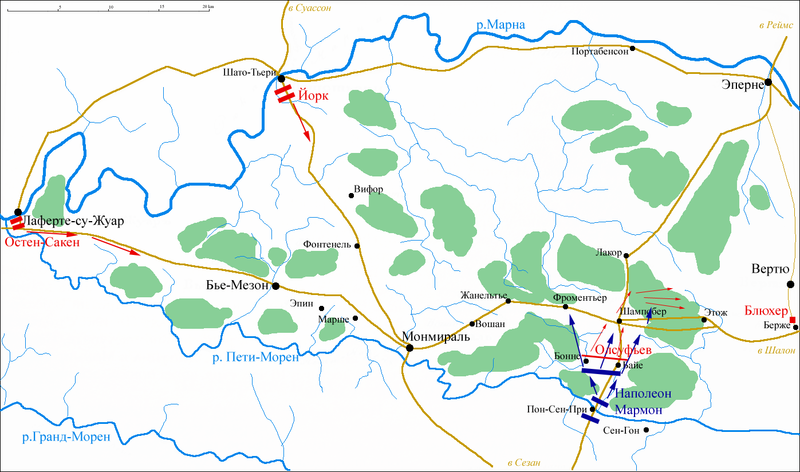
«Кампания 6 дней» Наполеона. День первый, 10 февраля 1814

К 10 февраля русский корпус генерала от инфантерии Остен-Сакена (14 тыс. солдат) из армии Блюхера находился западнее остальных корпусов, возле Лаферте (примерно 75 км к востоку от Парижа), где по замыслу перерезал путь отхода Макдональду к Парижу или Наполеону. Прусский корпус генерала Йорка (18 тыс. солдат), пришедший с Рейна на соединение с Блюхером и висевший на хвосте Макдональда, упустил последнего за реку Марну и расположился севернее у Шато-Тьерри.
Штаб Блюхера находился в Берже близ Вертю, где командующий ожидал подход с Рейна прусского корпуса Клейста и русского 10-го пех. корпуса Капцевича. Оба корпуса по плану должны были подходить к Сезанну, начиная с 10 февраля, и вместе с корпусом Олсуфьева сформировать группировку силой в 19 тыс. солдат. Однако 9 февраля Наполеон выгнал казаков Карпова из Сезанна, а корпуса Клейста и Капцевича сильно задержались из-за плохих дорог (сезон распутицы) и усталости солдат.
Возле Шампобера, недалеко от штаба Блюхера, оказался русский 9-й пех. корпус Олсуфьева, сильно ослабленный предыдущими боями и отсутствием нормального снабжения. Вследствие непополнения личного состава корпус Олсуфьева был значительно слабее полностью укомплектованной дивизии, насчитывая 3700 солдат при 24 орудиях.
Армия Наполеона состояла из 2 дивизий Старой гвардии (Мортье, 8 тыс.), 2 дивизий Молодой гвардии (Ней, 6 тыс.), корпуса Мармона (6 тыс.): всего 20 тыс. пехоты. Кавалерии насчитывалось 10 тыс.: гвардейская кавалерия Груши (6 тыс.), 1-й кав. корпус (2 тыс.) и корпус Дефранса (2 тыс.). Всего в распоряжении Наполеона было около 30 тысяч солдат и 120 орудий, согласно оценке самого Наполеона в письме от 9 февраля.
В том же письме Наполеон изложил своему брату Жозефу план кампании:

«Я оцениваю силы противника в 45 тыс. Силезской армии и 150 тыс. армии Шварценберга, включая иррегулярные войска. Если мне сопутствует успех в разгроме армии Блюхера, то, сделав её неспособной к боевым действиям в течение нескольких дней, я смогу с 70 или 80 тыс. солдат обойти армию Шварценберга … Если я не достаточно силен, чтобы атаковать его, я смогу, по крайней мере, сдерживать его в течение ночи, или 3 недель, пока не представится возможности для новых комбинаций.»

В письме Наполеон сообщает, что рассчитывает разгромить под Монмиралем 15-тысячный корпус Остен-Сакена. Однако корпус Остен-Сакена 9 февраля вышел из Монмираля и находился гораздо западнее возле Лаферте, а под Шампобером Наполеон наткнулся на малочисленный корпус Олсуфьева.

## Ход сражения

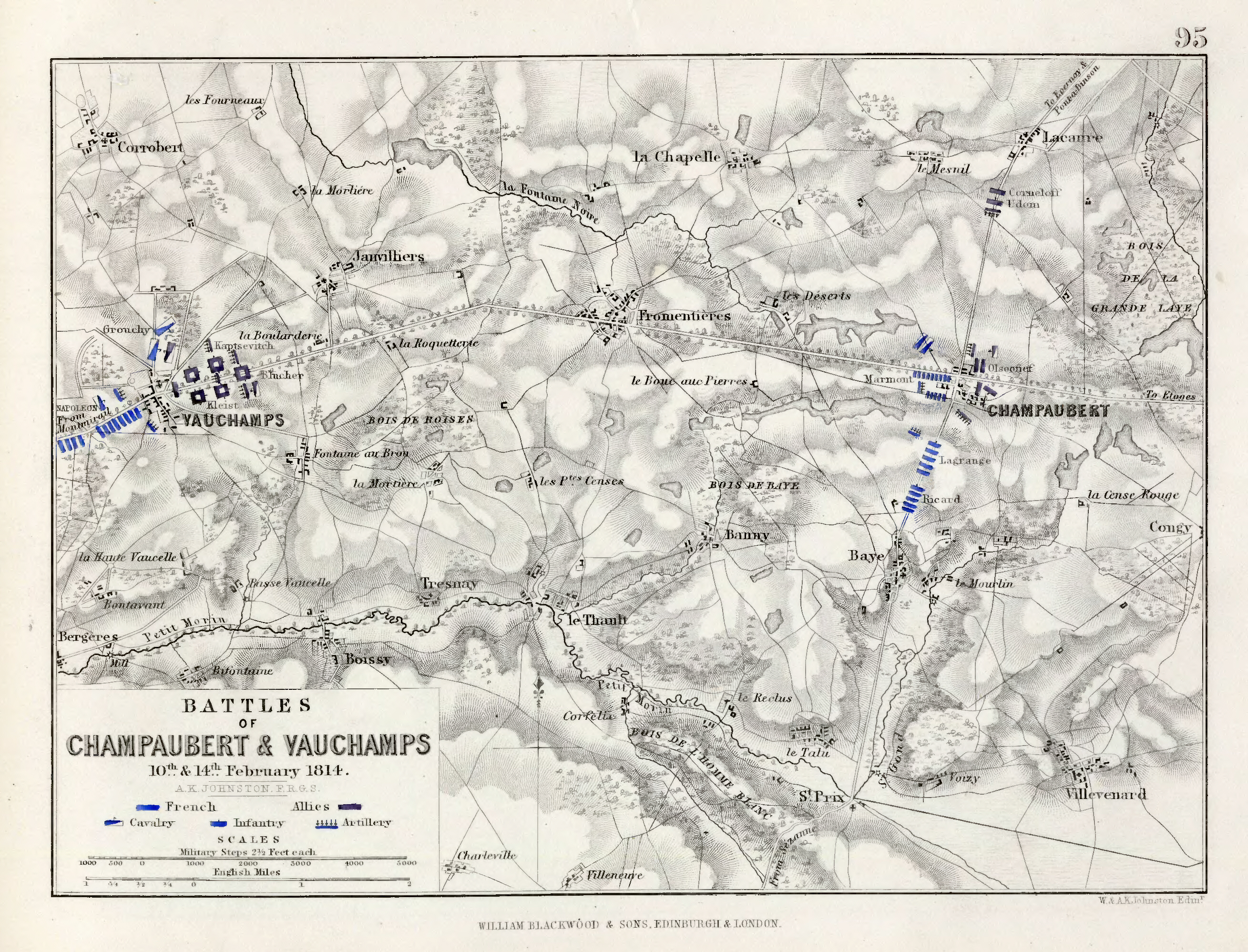
Карта сражений при Шампобере и Вошане.

Олсуфьев не имел кавалерии и поэтому не мог выставить дальние дозоры. Утром 10 февраля стало известно о неожиданном появлении значительных сил противника с юга, со стороны Сезанна. Это были передовые части корпуса Мармона. Олсуфьев отдал приказ генералу Удому с 4 егерскими полками занять деревню Байе перед Шампобером для противодействия противнику, численность и намерения которого оставались неизвестными.
Первые атаки французов были отбиты, но вскоре Олсуфьев был вынужден втянуть в бой все наличные силы, заняв позицию между деревнями Байе и Банне, где до полудня удавалось отбивать разрозненные атаки подходивших войск Наполеона.
Около полудня на поле боя прибыл сам Наполеон с гвардией. Атаки возобновились с удвоенной силой, и около 13.30 деревня Байе была в руках французов. Ситуация стала критической, на военном совете русские генералы высказались за отступление в Вертю, на соединение с Блюхером. Однако пришёл приказ командующего Блюхера, согласно которому Олсуфьев должен был до последнего оборонять Шампобер, как пункт, связывающий главную квартиру Блюхера с другими частями его армии. Поначалу Блюхер посчитал наступление Наполеона за партизанские действия одного из французских отрядов. На выручку Олсуфьеву по приказу Блюхера двинулись другие корпуса Силезской армии — Йорка и Остен-Сакена, кроме того Олсуфьев ждал подкреплений от Блюхера, которых у того не было, так как корпуса Клейста и Капцевича запаздывали.
Отступивший из Байе Удом смог организовать новую линию обороны, генерал Полторацкий с двумя полками, прикрывая отход, занимал Шампобер и имел приказ обороняться до последнего. Около 15.00 возле деревни Банне была прорвана оборона дивизии Корнилова и русские стали организованно отходить к Шампоберу, а затем дальше.
Упорное сопротивление русских заставляло Наполеона думать о сильных резервах у Блюхера. Более того, Наполеон ошибочно преувеличил численность русских до 18 тысяч, что заставило его вместо быстрого уничтожения русского корпуса лобовой атакой предпринять обходные маневры с целью перерезать вероятные пути отступления на восток (Этож) к Блюхеру и на запад (Монмираль) к Остен-Сакену. Февральская грязь сильно затрудняла маневры Наполеона.
Бригада Полторацкого до последнего прикрывала отход корпуса. Когда уже начало темнеть, солдаты Полторацкого, расстреляв весь боекомплект, построились в каре и попытались штыками прорваться из окружения к лесу. Генерал-майор Полторацкий при этом попал в плен, но часть его солдат соединилась с корпусом.
Войска, успевшие под прикрытием темноты уйти в лес, всю ночь подвергались преследованию. В одной из стычек был захвачен в плен сам Олсуфьев. Командование принял командир 15-й дивизии, генерал-майор Корнилов. Около 1700 человек из корпуса Олсуфьева вынесли своих раненых и вышли к расположению Блюхера. Удалось сохранить все знамёна и 15 орудий.

## Результаты
Согласно рапорту Корнилова 9-й корпус Олсуфьева потерял 2 тысячи убитыми и пленными, к своим вынесли более 270 раненых. В бою потеряно 9 из 24 орудий. Пленённые генералы Олсуфьев и Полторацкий были представлены Наполеону. Военный историк Михайловский-Данилевский со слов Полторацкого передал отзыв Наполеона о героическом сопротивлении русских:
«По чести, можно сказать, что одни русские умеют так жестоко драться. Я позакладывал бы голову, что вас было, по крайней мере, 18 тысяч.»
Впоследствии остатки 9-го корпуса были присоединены к 10-му корпусу Капцевича. Генерал Олсуфьев был освобожден из плена через несколько недель после падения Парижа, царь снова доверил ему командование корпусом.
Потери французов приводятся западными историками в несколько сот человек. Вероятно эти сведения основываются на письме Наполеона своему брату Жозефу (10 фев. 1814, из Шампобера), в котором Наполеон оценил свои потери в 200 человек. Однако в том же письме Наполеон неправдоподобно преувеличил потери русских, насчитав 6 тыс. одних только пленных и 40 захваченных орудий.
После разгрома корпуса Олсуфьева, Наполеон на следующий день 11 февраля стремительно развернулся на запад, оставив отряд Мармона как заслон против Блюхера. При Монмирале французский император атаковал и разбил 18-тысячный корпус Остен-Сакена, который неосторожно бросился на выручку Олсуфьева.